# 3031 Хјустон
3031 Хјустон (енгл. 3031 Houston) је астероид главног астероидног појаса чија средња удаљеност од Сунца износи 2,235 астрономских јединица (АЈ).
Апсолутна магнитуда астероида је 13,0.